# Jens Bingert
Jens Bingert (* 1971 in Kusel) ist ein deutscher Dirigent und Chordirektor.

## Ausbildung
Bingert wurde in Kusel in Rheinland-Pfalz geboren. Nach seiner Schulzeit studierte er zunächst evangelische Kirchenmusik an der Musikhochschule in Köln.  Danach schloss er an der  Folkwang Universität der Künste in Essen ein Studium der Chorleitung bei Ralf Otto und Orchesterleitung bei Professor David de Villiers an.

## Karriere
Er arbeitete zuerst als Kirchenmusiker und leitete dabei bereits viele Konzerte. Von 2000 bis 2007 arbeitete er als Solorepetitor an der Oper Köln und dirigierte selber Opern. Anschließend wechselte er in seine Heimat und wurde für 2 Jahre Chordirektor und Kapellmeister am Stadttheater Trier. 2009 erfolgte der Wechsel an die Wuppertaler Bühnen als Chordirektor. In dieser Zeit hatte er auch an der Außenstelle der Hochschule für Musik und Tanz Köln  in Wuppertal einen Lehrauftrag für Gesangskorrepetition. Von 2016 bis 2022 war er als Nachfolger von Alexander Eberle Chordirektor am Aalto-Theater in Essen. Anschließend übernahm Managementaufgaben als Producer des WDR Funkhausorchesters.